# رود ترینتی (تگزاس)
رود ترینتی رودی است به خلیج مکزیک می‌ریزد. این رود از کشور ایالات متحده آمریکا می‌گذرد. طول آن ۷۱۰ مایل (۱٬۱۴۰ کیلومتر) است.